# Душан Брајовић
Душан Брајовић (Бар, 5. јун 1933. – Цетиње, 30. јануар 2003.) био је српски сликар и конзерватор из Црне Горе.

## Биографија
Душан Брајовић је завршио Школу умјетничких заната у Херцег Новом  (1949–1953) и Ликовну Академију у Београду (1958). По завршетку Академије у Београду, Душан је специјализирао конзервацију и рестаурацију у Пољској и Италији. Једно време је боравио у Паризу, где је сарађивао са Дадом Ђурићем. Враћа се у Југославију и запошљава се као први конзерватор у тадашњем Републичком заводу за заштиту споменика културе Црне Горе.
Душан Брајовић је творац грба града Цетиња, а добитник је и „Тринаестоновембарске награде“, највише награде коју додељује Црна Гора. Шездесетих година 20. века бавио се питањем повезивања културног наслеђа и модерног израза. Бавио се копирањем фресака (Манастир Пива). Деведесетих година ствара објекте-асамблаже, у којима комбинује отпадни материјал, предмете индустријске и масовне потрошње, на којима су евидентне дискретне колористичке интервенције.
Душанов син Данило тврди да је његов отац био велики борац за независност Црне Горе.

## Самосталне изложбе
- Уметнички павиљон, Титоград (1972)
- Клуб писаца, Варшава (1972)
- Плави дворац, Цетиње (2000)
- Галерија „Гамс“, Цетиње (2001)

## Уметнички стил
У почетку био је поборник акционог сликарства, после прелази на асоцијативне, стилизоване симболе редукованог колорита. У новијим својим радовима Брајовић се приближио експресивном изразу. У колориту је евидентан утицај фреско сликарства: земљани тонови, окер жута, црвена, тамно небеско плава, који су у функцији дефинисања стилизоване форме. Осамдесетих година 20. века прави пејзаже и фигуралне композиције, инспирисане каменим структурама родног поднебља, на којима линеарним арабескама дефинише асоцијативне форме.

## Најпознатије слике
- Сијалице ноћу, 1960.
- Композиција, 1983.

## Награде
Награђен је на Цетињском ликовном салону „13. новембар“ (1966, 1968, 1981).